# Răscoala lui Wat Tyler
Răscoala țărănească a lui Wat Tyler, sau pur și simplu Răscoala țăranilor a fost o puternică răscoală ce a avut loc în 1381 în Regatul Angliei. Răscoala fost declanșată din cauza impozitului pe cap de locuitor (majorat în 1377, 1379 și, respectiv în 1381), care i-a supărat pe muncitori și pe meșteșugari, deja nemulțumiți de limitele salariale fixate prin Statutul muncitorilor (1351).
Concentrată în sud-estul Angliei și în Anglia de est, revolta a fost condusă de Wat Tyler, care a pătruns în Londra cu o ceată de rebeli din Kent. Au capturat Turnul Londrei și i-au decapitat pe oficialii responsabili de impozitele impuse. Richard al II-lea a promis reforme.
Richard a fost nevoit să se întâlnească cu Tyler care cerea abolirea servituții, a acelui poll-tax și a unor privilegii ale nobilimii (cum ar fi cele legate de vânatoare și pescuit). Regele, incercând sa câștige timp, amână pentru a doua zi finalizarea acordului.
Pe 15 iunie, cei doi se întâlnesc din nou la Smithfield. Provocat de oamenii regelui, Tyler scoate sabia și aceștia îl ucid (mai precis de către William Walworth, primarul Londrei). Regele îi face pe răsculați să creadă că liderul lor a fost un trădător care a încercat să îl asasineze. Mai mult, îi convinge pe insurgenți să se retragă, promițând că le va îndeplini revendicările. Represaliile sunt de la sine înțelese: mii de țărani sunt executați.